# Perseverativt fel
Perseverativt fel (eng. A-not-B error, stage 4 error, perseverative error) är ett fenomen som upptäcktes i Jean Piagets arbete om kognitiv utveckling hos barn. 
Ett perseverativt fel är ett särskilt misstag som görs av spädbarn under sidostadium 4 i deras sensomotoriska stadium.
En typisk uppgift går till så här: En försöksledare gömmer en intresseväckande leksak under box "A" inom bebisens räckhåll.
Bebisen söker efter leksaken, tittar under box "A", och hittar leksaken. 
Denna uppgift repeteras vanligen flera gånger - försöksledaren lägger alltid leksaken under box "A".
Sedan lägger försöksledaren leksaken under box "B", också inom bebisens räckhåll.
10-månaders gamla bebisar eller yngre, gör det perseverativa felet, som innebär att de tittar under box "A" trots att de såg försöksledaren lägga leksaken under box "B", och box "B" är lika lätt att nå. 
Detta tyder på en brist, eller ofullkomlighet, på objektbeständighet.
Barn som är 12 månader eller äldre gör sällan detta fel.